# 특송
《특송》은 2022년에 개봉한 대한민국의 영화이다.

## 캐스팅

### 주요 인물
- 박소담: 장은하 역 - 이 영화의 여주인공. 특송 전문 드라이버
- 송새벽: 조경필 역 - 인간말종 1. 이 영화의 남주인공이자 메인 빌런. 깡패로 투잡 뛰는 경찰.
- 김의성: 백강철 역 - 이 영화의 남주인공. 특송 전문 백강산업 대표.
- 정현준: 김서원 역 - 이 영화의 남주인공. 배송사고 인간 수화물.

### 조연

#### 장은하 주변인물
- 연우진: 김두식 역 - 특송 의뢰인 서원의 아빠.
- 한현민: 아시프 역 - 특송 차량 수리 전문가.
- 오륭: 우 실장 역

#### 빌런
- 허동원: 상훈 역 - 인간말종 2. 이 영화의 서브 빌런이자 중간 보스. 부패한 베테랑 형사이자 조경필의 오른팔.
- 박인수: 폐차장 보관실 경찰 역
- 양희명: 임시 검문소 경찰 역

#### 그 외
- 염혜란 : 한미영 역 - 또 다른 추격자 국가정보원.
- 김예은: 지선 역
- 윤대열: 성 대표 역
- 박신운: 김씨 부하 역
- 유지수: 포텐샤 주인 역
- 강준규: 모텔 알바생 역
- 한규원: 이도영 역

### 단역
- 박대원: 광수대 1 역
- 신수오: 광수대 2 역
- 김한수: 광수대 3 역
- 차시원: 광수대 4 역
- 김현민: 광수대 5 역
- 유수정: 기자 1 역
- 김그림: 기자 2 역
- 유이준: 도박사이트 남직원 역
- 이가경: 도박사이트 여직원 역
- 강민지: 복지원 직원 역
- 신영훈: 우 실장 부하 1 역
- 황원규: 우 실장 부하 2 역
- 김수로: 골목길 고시생 역
- 문성복: 녹양야구장 부하 1 역
- 김기정: 녹양야구장 부하 2 역
- 오세환: 녹양야구장 부하 3 역
- 원진호: 녹양야구장 부하 4 역
- 파울 배틀: 외국인 부부 남 역
- 샤틸로프 율리아 알렉산드로브나: 외국인 부부 여 역
- 필립 오우스: 외국 선원 역
- 고영수: 김씨 대역
- 최지명: 은하 대역
- 백도겸: 영길 역
- 조희봉: 김씨 역
- 권혁범: 오광 역

### 특별출연
- 전석호: 앵벌남 역
- 최덕문: 임기방 역

### 우정출연
- 유승호: 마지막 특송남 역 (사진출연)

## 참고 사항
- 2020년 개봉 예정이었으나, 코로나19 여파로 연기되었다가, 2022년 1월 12일에 개봉하였다.
- 박소담과 정현준은 2019년에 개봉한 영화 《기생충》 이후로 3년만에 출연하는 작품이다.